# Anderl Heckmair
Andreas «Anderl» Heckmair (12 de octubre de 1906-1 de febrero de 2005) fue un escalador y guía de montaña alemán quien lideró el primer ascenso exitoso a la Cara norte del Eiger en julio de 1938.

## Primer ascenso al Eiger

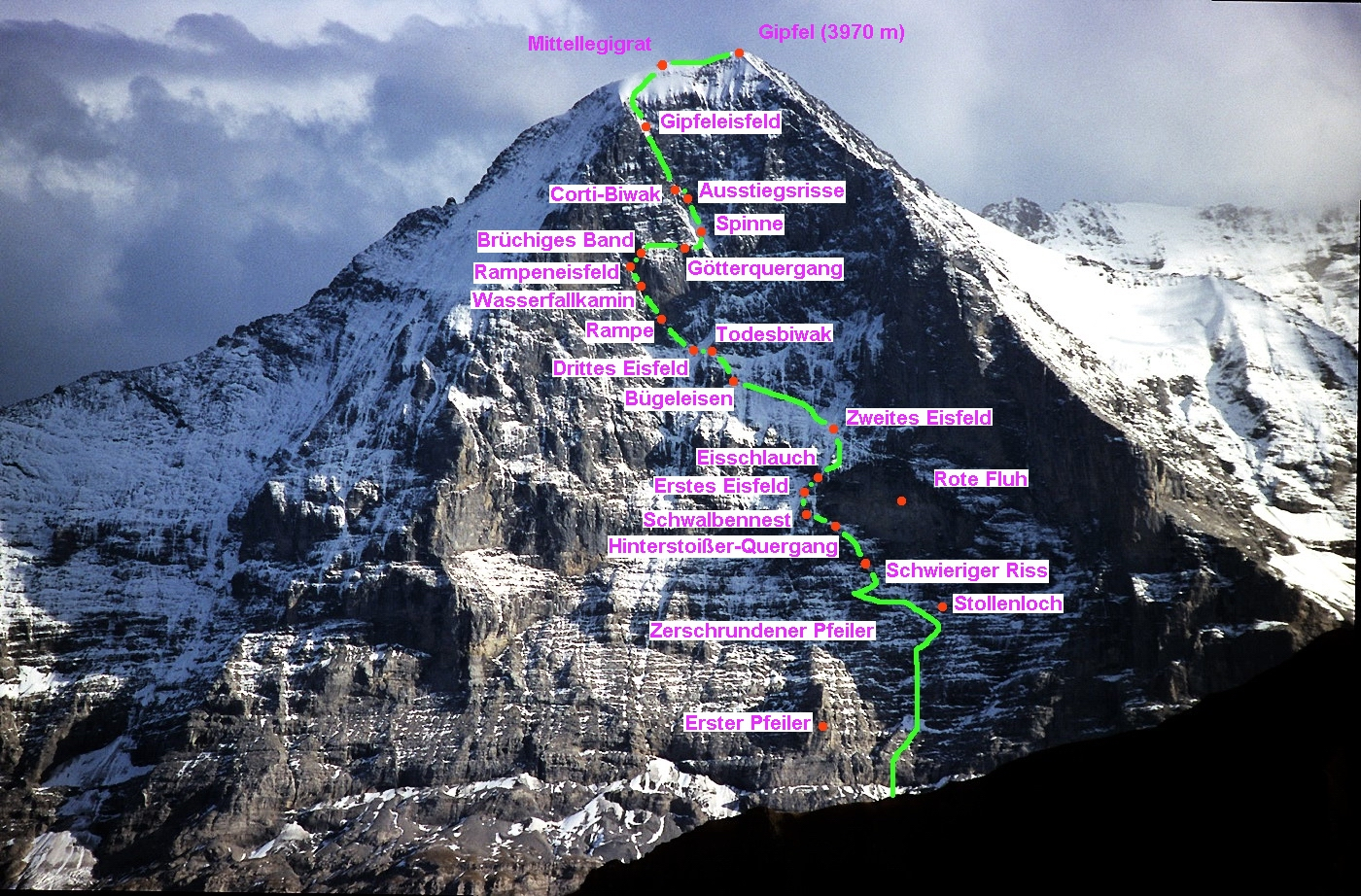
Ruta Heckmair del Eiger

Como el montañista más experimentado de un grupo formado por él mismo, Ludwig Vörg, Heinrich Harrer y Fritz Kasparek, Heckmair lideró los largos más difíciles en el ascenso. Iba equipado con material costoso, incluidos los innovadores crampones de 12 puntas, que él y Vörg adquirieron usando dinero de patrocinios. Sobre la Cara Norte del Eiger tuvo pasó por varios problemas, incluyendo un resbalón mientras escalaba fuera de las grietas de salida; Ludwig Vörg lo atajó por los pies, perforando su mano con los crampones de Heckmair al hacerlo.
El éxito trajo fama a Heckmair alrededor del mundo, pero particularmente en su Alemania natal. El regreso incluyó una audiencia con Adolfo Hitler, a quien Heckmair había conocido previamente tras trabajar con Leni Riefenstahl. A pesar de que los nazis usaron su logro para propaganda Anderl rechazó la publicidad y nunca se unió al partido Nazi. Luego de servir en el frente oriental en la Segunda Guerra Mundial, trabajó como guía de montaña en su nativa Baviera, y fue parte de las fuerzas motrices en la formación de una asociación profesional para guías de montaña.
En adición a la escalada del Eiger, Heckmair escaló nuevas rutas en las Grandes Jorasses y muchas otras en los Alpes. También participó en expediciones a los Andes y el Himalaya. De igual forma fue parcialmente responsable por el desarrollo del sistema de escalada con doble cuerda. En 1934, tomó parte como reserva del equipo de la Asociación Alemana de Ski —Franz Fischer, Gustav «Gustl» Müller, Matthias Wörndle— en la competencia de ski de montaña Trofeo Mezzalama. Heckmair comenzó una hora y media después que los equipos como corredor individual y rebasó a todos los equipos participantes.
Anderl vivió en Oberstdorf hasta su muerte.

## Literatura
- Uli Auffermann: Was zählt ist das Erlebnis: Anderl Heckmair - Alpinist und Lebenskünstler; das Porträt des großen Bergführers und Erstbegehers der Eiger-Nordwand. (Vorwort von Martin Schließler). Semann Verlag, Bochum 2002, ISBN 3-00-008873-3.
- Uli Auffermann, Anderl Heckmair: Zum Glück geht’s bergwärts. (Vorwort von Harry Valérien). Tyrolia Verlag, Innsbruck 2005, ISBN 3-7022-2690-7.
- Anderl Heckmair: Eigernordwand, Grandes Jorasses und andere Abenteuer. (Vorwort von Reinhold Messner). AS Verlag, Zürich 1999, ISBN 3-905111-38-1.
- David Pagel: My Dinner with Anderl. In: Allen Steck, Steve Roper: Ascent. AAC Press, Golden, CO, 1999, ISBN 0-930410-80-7, S. 13–26.